# العلاقات اللاوسية النيجيرية
العلاقات اللاوسية النيجيرية هي العلاقات الثنائية التي تجمع بين لاوس ونيجيريا.

## مقارنة بين البلدين
هذه مقارنة عامة ومرجعية للدولتين:
| وجه المقارنة                                              | لاوس        | نيجيريا                     |
| --------------------------------------------------------- | ----------- | --------------------------- |
| المساحة (كم2)                                             | 236.80 ألف  | 923.77 ألف                  |
| عدد السكان (نسمة)                                         | 6.86 مليون  | 190.89 مليون                |
| الكثافة السكانية (ن./كم²)                                 | 28.97       | 206.64                      |
| العاصمة                                                   | فيينتيان    | أبوجا، لاغوس                |
| اللغة الرسمية                                             | اللغة اللاو | لغة إنجليزية، اللغة اليوربا |
| العملة                                                    | كيب لاوي    | نيرة نيجيرية                |
| الناتج المحلي الإجمالي (بليون دولار)                      | 16.85 مليار | 375.77 مليار                |
| الناتج المحلي الإجمالي (تعادل القوة الشرائية) بليون دولار | 38.71 مليار | 1.09 تريليون                |
| الناتج المحلي الإجمالي الاسمي للفرد دولار أمريكي          | 1.82 ألف    | 2.64 ألف                    |
| الناتج المحلي الإجمالي للفرد دولار أمريكي                 |             | 5.91 ألف                    |
| مؤشر التنمية البشرية                                      | 0.575       | 0.514                       |
| رمز المكالمات الدولي                                      | +856        | +234                        |
| رمز الإنترنت                                              | .la         | .ng                         |
| المنطقة الزمنية                                           | ت ع م+07:00 | ت ع م+01:00                 |

## منظمات دولية مشتركة
يشترك البلدان في عضوية مجموعة من المنظمات الدولية، منها:
| علم المنظمة | اسم المنظمة                        | تاريخ انضمام لاوس | تاريخ انضمام نيجيريا |
| ----------- | ---------------------------------- | ----------------- | -------------------- |
|             | منظمة حظر الأسلحة الكيميائية       | ?                 | ?                    |
|             | البنك الدولي للإنشاء والتعمير      | 5 يوليو 1961      | 30 مارس 1961         |
|             | الأمم المتحدة                      | 14 ديسمبر 1955    | 7 أكتوبر 1960        |
|             | منظمة الشرطة الجنائية الدولية      | ?                 | ?                    |
|             | وكالة ضمان الاستثمار متعدد الأطراف | 5 أبريل 2000      | 12 أبريل 1988        |
|             | يونسكو                             | 9 يوليو 1951      | 14 نوفمبر 1960       |
|             | مؤسسة التنمية الدولية              | 28 أكتوبر 1963    | 14 نوفمبر 1961       |
|             | مؤسسة التمويل الدولية              | 29 يناير 1992     | 30 مارس 1961         |

## وصلات خارجية
- موقع وزارة الخارجية النيجيرية